# Augochloropsis melanochaeta
Augochloropsis melanochaeta is een vliesvleugelig insect uit de familie Halictidae. De wetenschappelijke naam van de soort is voor het eerst geldig gepubliceerd in 1950 door Moure.